# NGC 110
Az NGC 110 nyílthalmaz a Cassiopeia csillagképben. John Herschel angol csillagász fedezte fel 1831. október 29-én.
Az alig látható csillaghalmaz létezése is kérdéses, nem ismert, hogy a benne lévő csillagoknak van-e köze egymáshoz. Ha létezik, legalább 2000 fényévre van a Földtől.